# Толстой, Александр Николаевич (1793)
Граф Александр Николаевич Толстой (1793, Санкт-Петербург — 1866, Ницца) — шталмейстер, обер-шенк, действительный тайный советник.

## Биография
Представитель рода Толстых, сын обер-гофмаршала Н. А. Толстого и Анны Толстой (дочери дипломата И. С. Барятинского, имевшей большое влияние при дворе). Родился в Санкт-Петербурге 21 сентября (2 октября) 1793 года. Отец поместил его в модный в то время Петербургский пансион иезуита патера Грубера. Здесь его не только вместе с другими русскими ежедневно водили в домашнюю католическую церковь и заставляли прислуживать патерам во время церковной службы, но даже Закон Божий им преподавал патер Крушинский по римско-католическому катехизису. Однако, несмотря на такое воспитание Толстой всю свою жизнь отличался преданностью православию и на собственные деньги построил 15 церквей.
Начав свою военную службу 25 февраля 1814 года портупей-прапорщиком в Астраханском гренадерском полку, он в следующем году был переведён в свиту Его Императорского Величества по квартирмейстерской части и 30 августа произведён в прапорщики, а в январе 1817 года был назначен в гвардейский штаб.

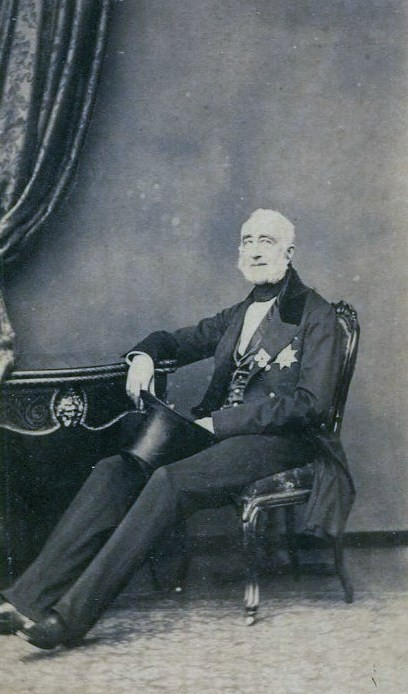
Александр Толстой

Переведённый в 1819 году в Кавалергардский полк, Толстой 11 марта того же года был назначен адъютантом к князю Меншикову и вместе с ним находился на конгрессе в Лайбахе, откуда был послан с депешами в Константинополь к посланнику барону Строганову. Затем Толстой некоторое время состоял адъютантом при генерал-адъютанте князе Волконском. Пожалованный 2 августа 1822 года во флигель-адъютанты, Толстой пять лет спустя 23 января 1827 года по болезни был уволен от военной службы и в звании камергера был определён ко двору, а в феврале причислен к Министерству иностранных дел и назначен состоять при после в Париже.
Пять лет спустя он перешёл на военную службу в Министерство внутренних дел и около трёх лет состоял для особых поручений при финляндском генерал-губернаторе князе Меншикове. 29 декабря 1833 года произведён в статские советники, а 12 декабря 1834 года назначен членом комитета о конозаводстве. В 1836 году был произведён в действительные статские советники, а два года спустя пожалован придворным званием «в должности шталмейстера».
По возвращении в 1840 году из-за границы, куда он сопровождал великую княгиню Елену Павловну, был назначен состоять при Её Высочестве. Во время дальнейшей своей придворной службы Толстой был пожалован чинами гофмаршала, управляющего обер-гофмаршальскою частью и обер-шенка, причём неоднократно исполнял разнообразные высочайшие поручения. С 17 апреля 1860 года — действительный тайный советник.
Гуманность Толстого проявилась ярко при освобождении крестьян, когда он подарил своим крестьянам 20 % выкупной суммы, что составляло крупную сумму — 240 000 рублей серебром. Был также известен в свете своим громадным ростом.
6 декабря 1863 года, пребывая в чине обер-шенка двора Его Императорского Величества, «за долговременную и ревностную службу» и в знак высочайшего к нему благоволения был награждён Орденом Святого Александра Невского. Кроме других высших наград Российской империи, имел ряд иностранных орденов.
Осенью 1865 года ввиду своего расстроенного здоровья, Толстой по рекомендации врачей уехал за границу в Ниццу, где и скончался 23 июня (5 июля) 1866 года от «хронического катара в легких». Тело его было перевезено в Петербург и погребено в фамильном склепе Лазаревской церкви Александро-Невской лавры.

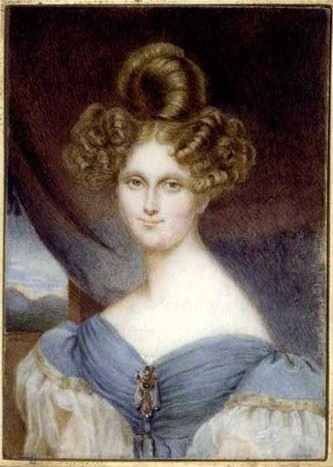
Анна Михайловна, жена

## Жена
Жена (с 13 ноября 1855 года) — княгиня Анна Михайловна Щербатова (урождённая Хилкова; 10.09.1792—15.02.1868), фрейлина двора, воспитанница О. П. Козодавлева; дочь князя Михаила Петровича Хилкова (1748—1834) от брака с княжной Елизаветой Петровной Голицыной (1763—1829). В первом браке Анна Михайловна была замужем (с 18.02.1812) за егермейстером князем С. Г. Щербатовым (1779—27.03.1855), от которого имела одного сына и шесть дочерей. По словам современника, взаимное чувство давно влекло её к Толстому, но князь Щербатов был ещё в живых. Овдовев уже в пожилых летах, она вышла замуж за графа Александра (прозванного в обществе Lily Tolstoy), человека, украшенного уже сединами, но ещё юного сердцем, душой, светскими привычками и манерами. Со вторым мужем Анна Михайловна жила в собственном доме в Петербурге, а часть лета обычно проводила в своём большом имение в селе Кузьминском. 17 апреля 1858 года была пожалована в кавалерственные дамы ордена Св. Екатерины малого креста. Скончалась от паралича в желудке в Ницце. Похоронена в Александро-Невской лавре.